# Невизначеність вимірювання
Невизначеність вимірювання (англ. measurement uncertainty)  — параметр, що пов'язаний з результатом вимірювання та характеризує розсіяння значень, які обґрунтовано могли бути приписані вимірюваній величині [GUM].
Оскільки на практиці вимірюваній величині приписуються значення, отримані в результаті вимірювання (результати вимірювання), то вказаний параметр характеризує розсіяння результатів вимірювання.

## Визначення
Сам термін «невизначеність» означає сумнів в чомусь. Відносно результату вимірювання термін «невизначеність» означає сумнів у достовірності результату вимірювання. Цей сумнів виникає у зв'язку з тим, що, як правило, завжди невідомо, наскільки результат вимірювання близький до значення фізичної величини.
Результат вимірювання величини завжди лише наближено дорівнює її значенню. Таким чином, значення величини точно невизначене. Звідси й термін — «невизначеність». Отже, говорячи про невизначеність вимірювання, ми підкреслюємо те, що результат вимірювання і значення фізичної величини — це різні речі, а також те, що нам невідомо, наскільки результат вимірювання фізичної величини близький до її значення.
Фактично в основу концепції «невизначеності вимірювання» неявно покладений постулат, що результат вимірювання — випадкова величина, адже розсіюватися, тобто набувати різних значень, можуть лише випадкові величини. Це підтверджується всією практикою вимірювань, яка свідчить, що вимірюючи одну і ту ж величину, можна отримати різні значення. З урахуванням зазначеного цілком логічним є аналіз результатів вимірювання в рамках теорії ймовірностей з використанням параметрів, що характеризують розсіяння, прийнятих в цій математичній теорії. Однак в концепції «невизначеності вимірювання» ці параметри отримали інші назви. Такими параметрами можуть бути стандартна невизначеність (сумарна стандартна невизначеність) або розширена невизначеність.

## Історична довідка
В 1978 р. найвищий світовий авторитет в сфері метрології — Міжнародний комітет мір і ваг (МКМВ) — звернув увагу на відсутність на міжнародному рівні єдності з питання оцінювання точності результатів вимірювань, що створювало проблеми щодо встановлення сумісності результатів вимірювань. На його прохання Міжнародне бюро мір і ваг (МБМВ) розіслало анкети з детальними питаннями в 32 національні метрологічні інститути та (з інформаційною метою) до п'яти міжнародних організацій.
На початок 1979 р. були отримані відповіді із 21 лабораторії. Майже всі вважали, що важливо прийняти на міжнародному рівні методику оцінювання точності результатів вимірювань. Однак згоди щодо методу оцінювання не існувало. Тоді МБМВ організувало зустріч з метою прийняти єдину загальновизнану методику для оцінки точності, в роботі якої взяли участь експерти 11 національних метрологічних лабораторій. Робоча група розробила Рекомендацію INC −1 (1980) «Подача експериментальних невизначеностей». Рекомендація була прийнята МКМВ в 1981 році та знову затверджена в 1986 р.
Задачу розроблення детального документу, який би спирався на принципи Рекомендації (яка була швидше декларацією, а не деталізованим описом), МКМВ передав Міжнародній організації зі стандартизації (ISO). Розв'язання цієї задачі було покладено на Технічну консультативну групу ISO з метрології (ТКГ 4). ТКГ 4, в свою чергу, створила Робочу групу 3, до складу якої ввійшли експерти, запропоновані МБМВ, Міжнародною електротехнічною комісією (МЕК), ISO, Міжнародною організацією законодавчої метрології (МОЗМ) та затверджені головою ТКГ 4. Перед Робочою групою було поставлено наступне завдання — розробити настановчий документ, який би спирався на принципи INC −1 та давав правила вираження невизначеності вимірювання, котрі використовувались би службами стандартизації, калібрування, акредитації лабораторій та метрології.
Результатом роботи Робочої групи 3 стала GUM.
В GUM було закладено такі принципи:
- універсалізм: метод оцінювання точності повинен бути застосовним до всіх вимірювань та до всіх типів вхідних даних, що використовуються у вимірюваннях;

Величина, що безпосередньо використовується для вираження невизначеності, повинна бути:
- внутрішньо узгодженою: вона повинна виводитися безпосередньо із своїх складових компонентів, а також повинна бути незалежною від того, як ці компоненти групуються, та від поділу компонентів на підкомпоненти;

- допускати передавання: повинна існувати можливість безпосереднього використання невизначеності, оціненої для одного результату як складової під час оцінювання невизначеності іншого результату, в якому використовується перший результат.

У 2002 році ННЦ «Інститут метрології» (м. Харків) здійснив переклад GUM українською мовою. Цю дату можна вважати фактичним початком впровадження невизначеності вимірювання в метрологічну практику в Україні, хоча законодавчо можливість застосування невизначеності вимірювання під час оцінювання точності результатів вимірювань була узаконена дещо пізніше, а саме в 2004 році, коли були внесені відповідні зміни до Закону України «Про метрологію та метрологічну діяльність». Наступного, 2005 року Міждержавною радою з стандартизації, метрології та сертифікації (МДР), учасником якої є і Україна, були розроблені та прийняті «Основні напрями впровадження концепції невизначеності вимірювань в метрологічну практику країн-учасників СНД».
В 2006 р. в Україні був введений в дію ДСТУ-Н РМГ 43-2006 "Застосування «Настанови з оцінювання невизначеності у вимірюваннях».
Таким чином, на сьогодні метрологічна служба України перебуває на етапі поступового переходу від похибки до невизначеності вимірювання під час оцінювання точності результатів вимірювання.